# Lijst van personages uit Zone Stad
Dit is een lijst van de  personages uit de Vlaamse politieserie Zone Stad. De serie wordt zowel in Vlaanderen (VTM) als in Nederland (TROS) uitgezonden. In Nederland gebeurt dit vanaf seizoen 5 onder de titel Flikken Antwerpen en al na 5 afleveringen onder de naam Politie Antwerpen.

## Alle hoofdpersonages
| Acteur              | Personage           | Functie            | Speelduur       | Seizoen                | Aflevering                      |
| ------------------- | ------------------- | ------------------ | --------------- | ---------------------- | ------------------------------- |
| Guy Van Sande       | Tom Segers          | Hoofdinspecteur    | 2003-2013       | 1, 2, 3, 4, 5, 6, 7, 8 | 1-104                           |
| Katrien Vandendries | Dani Wauters        | Adjunct-korpschef  | 2003-2013       | 1, 2, 3, 4, 5, 6, 7, 8 | 1-104                           |
| Ivan Pecnik         | Wim Jacobs          | Comité P           | 2003-2010, 2013 | 1, 2, 3, 4, 5, 8       | 1-33, 39, 44, 51-52, 65, 92-103 |
| Tom Van Landuyt     | 'Ruige' Ronny Nijs  | Informant          | 2003-2007, 2011 | 1, 2, 3, 6             | 1-39, 66-67, 72-78              |
| Anne Mie Gils       | An Treunen          | Hoofdcommissaris   | 2003-2008       | 1, 2, 3, 4             | 1-40, 47                        |
| Rudi Delhem         | Ivo Celis           | Planton            | 2003-2008       | 1, 2, 3, 4             | 1-46                            |
| Jan Van Looveren    | Jean Bellon         | Inspecteur         | 2003-2007       | 1, 2, 3                | 1-39                            |
| Robrecht De Roock   | Jean Verbeken       | Inspecteur         | 2003-2005       | 1, 2                   | 1-26                            |
| George Arrendell    | Jimmy N'Tongo       | Inspecteur         | 2007-2013       | 3, 4, 5, 6, 7, 8       | 28-93                           |
| Warre Borgmans      | Frederik Speltinckx | Korpschef          | 2007-2010       | 3, 4, 5                | 27-64                           |
| Peter Van Asbroeck  | Mike Van Peel       | Inspecteur         | 2008-2013       | 4, 5, 6, 7, 8          | 40-104                          |
| Werner De Smedt     | Lucas Neefs         | Commissaris        | 2008-2013       | 4, 5, 6, 7, 8          | 40-104                          |
| An Vanderstighelen  | Els Buyens          | Planton/Inspecteur | 2008-2013       | 4, 5, 6, 7, 8          | 47-104                          |
| Lien Van de Kelder  | Fien Bosvoorde      | Inspecteur         | 2008-2012       | 4, 5, 6, 7             | 41-91                           |
| Tine Van den Brande | Kathy Vanparys      | wetsdokter         | 2008-2011, 2013 | 4, 5, 6, 8             | 40-67, 72, 95-96                |
| Kim Hertogs         | Esther Mathijs      | Inspecteur         | 2013            | 8                      | 92-104                          |

## Alle bijpersonages
| Acteur               | Personage             | Functie            | Speelduur       | Seizoen    | Aflevering  |                       |
| -------------------- | --------------------- | ------------------ | --------------- | ---------- | ----------- | --------------------- |
| Wim Stevens          | Thierry de Groot      | Intern Toezicht    | 2003-2007, 2013 | 1, 2, 3, 7 | 1-39, 87-91 |                       |
| Brunhilde Verhenne   | Nathalie De Jonghe    | Intern Toezicht    | 2003-2007       | 1, 2, 3    | 1-39        |                       |
| Hilde Uitterlinden   | Ria Celis-Bogaerts    | Vrouw van Ivo      | 2003-2007       | 1, 2, 3    | 4-34        |                       |
| Els Trio             | Gwennie Callens       | Inspecteur         | 2004-2007       | 1, 2, 3    | 8-32        |                       |
| Steph Baeyens        | Roy Leyseele          | Man van An         | 2003-2004       | 1          | 1-13        |                       |
| Isabel Leybaert      | Katrien Meersman      | Inspecteur         | 2003-2004       | 1          | 1-7         |                       |
| Hans De Munter       | Stefaan Paulussen     | Onderzoeksrechter  | 2007            | 3          | 27-39       |                       |
| Lut Tomsin           | Jeanine Schellekens   | Moeder van Tom     | 2008-2011       | 4, 5, 6    | 42-72       |                       |
| Frank Van Erum       | Ludo Schepers         | Informant          | 2008            | 4          | 41-51       |                       |
| Guido De Craene      | Mark Lathouwers       | Wetsdokter         | 2010-2013       | 5, 6, 7, 8 | 63-104      |                       |
| Geert Van Rampelberg | Brik Delsing          | Undercover         | 2010            | 5          | 53-65       |                       |
| Sandrine André       | Inez 'Vermeulen' Alva | Advocaat           | 2011-2012       | 6, 7       | 70, 77-91   |                       |
| Christophe Haddad    | Maxim Verbist         | Advocaat           | 2011-2012       | 6, 7       | 68-89       |                       |
| Koen De Graeve       | Maarten De Ryck       | Gedetineerde       | 2011            | 6          | 67-76       |                       |
| Barbara Sarafian     | Inge Daems            | psychiater         | 2012-2013       | 7, 8       | 73-92, 104  |                       |
| Natali Broods        | Veerle Goderis        | "psychiater"       | 2013            | 8          | 92-104      | vermoordde Inge Daems |
| Marijke Pinoy        | Viviane Mathijs       | Moeder van Esther  | 2013            | 8          | 93-104      |                       |
| Rune Vandenbussche   | Zoë Mathijs/Franckx   | Dochter van Esther | 2013            | 8          | 93-104      |                       |

## Seizoen 1 (2003-2004)

### Hoofdpersonages
- Guy Van Sande als Hoofdinspecteur Tom Segers
- Katrien Vandendries als Hoofdinspecteur Dani Wauters
- Tom Van Landuyt als Informant 'Ruige' Ronny Nijs
- Rudi Delhem als Planton Ivo Celis
- Ivan Pecnik als Commissaris Wim Jacobs
- Robrecht De Roock als Inspecteur Jean Verbeken
- Jan Van Looveren als Inspecteur Jean Bellon
- Anne Mie Gils als Hoofdcommissaris An Treunen

### Nevenpersonages
- Steph Baeyens als Roy Leyseele (13 afleveringen)
- Isabel Leybaert als Inspecteur Katrien Meersman (7 afleveringen)
- Els Trio als Inspecteur Gwennie Callens (6 afleveringen)
- Hilde Uitterlinden als Ria Bogaerts (2 afleveringen)

### Voornaamste gastrollen
Wim Stevens, Brunhilde Verhenne, Dieter Troubleyn, Door Van Boeckel, Louis Talpe, Mieke Laurys, Gerd De Ley,  Paul Codde, Barbara De Jonge, Grietje Vanderheijden, Walter De Donder, David Michiels, Dirk Lavrysen, Jan Schepens, Ann Van den Broeck, Hans Van Cauwenberghe, Mieke Verheyden, Hilt de Vos, Bianca Vanhaverbeke, Annemarie Picard, Suzanne Juchtmans en  Mariette Van Arkkels.

## Seizoen 2 (2005)

### Hoofdpersonages
- Guy Van Sande als Hoofdinspecteur Tom Segers
- Katrien Vandendries als Hoofdinspecteur Dani Wauters
- Tom Van Landuyt als Informant 'Ruige' Ronny Nijs
- Rudi Delhem als Planton Ivo Celis
- Ivan Pecnik als Commissaris Wim Jacobs
- Robrecht De Roock als Inspecteur Jean Verbeken
- Jan Van Looveren als Inspecteur Jean Bellon
- Anne Mie Gils als Hoofdcommissaris An Treunen

### Nevenpersonages
- Els Trio als Inspecteur Gwennie Callens (13 afleveringen)

### Voornaamste gastrollen
Wim Stevens, Brunhilde Verhenne, Rudy Morren, Alice Toen, Wim Van de Velde, Kristine Arras, Johan De Paepe, Inge Van Olmen, Luk De Koninck, Nele Bauwens, David Michiels, Sjarel Branckaerts, Ann Ceurvels, Kristiaan Lagast, Ivo Pauwels, Marc Peeters, Lea Couzin, Guido De Craene, Senne Dehandschutter, David Cantens, Peter Michel, Tom Van Bauwel, Koen Vijverman, Ronny Waterschoot, Jakob Beks, Lutgarde Pairon, Els Trio, Patrick Vandersande en Werther Vander Sarren.

## Seizoen 3 (2007)

### Hoofdpersonages
- Guy Van Sande als Hoofdinspecteur Tom Segers
- Katrien Vandendries als Hoofdinspecteur Dani Wauters
- Tom Van Landuyt als Informant 'Ruige' Ronny Nijs
- Rudi Delhem als Planton Ivo Celis
- Ivan Pecnik als Commissaris Wim Jacobs (9 afleveringen)
- George Arrendell als Inspecteur Jimmy N'Tongo
- Jan Van Looveren als Inspecteur Jean Bellon
- Anne Mie Gils als Hoofdcommissaris An Treunen

### Nevenpersonages
- Hans De Munter als Onderzoeksrechter Stefaan Paulussen (12 afleveringen)
- Warre Borgmans als Korpschef Frederik Speltinckx (9 afleveringen)
- Els Trio als Inspecteur Gwennie Callens (5 afleveringen)
- Hilde Uitterlinden als Ria Bogaerts (4 afleveringen)

### Voornaamste gastrollen
Wim Stevens, Brunhilde Verhenne, Dries Vanhegen, Jos Geens, Yvonne Verbeeck, Eric Kerremans, Bert Van Poucke, Willy De Greef, Veerle Eyckermans, Nicky Langley, Ellen Schoeters, Sofie Truyen, Bianca Vanhaverbeke, Hein Blondeel, Marleen Maes, Ben Segers, Aza Declercq, Jeroen Maes, Aafke Bruining, Ron Cornet, Brigitte De Man, Günther Lesage, Geert Hunaerts, Gunter Reniers, Lynn Tackaert en Anne Somers.

## Seizoen 4 (2008)

### Hoofdpersonages
- Guy Van Sande als Hoofdinspecteur Tom Segers
- Lien Van de Kelder als Inspecteur Fien Bosvoorde
- Katrien Vandendries als Commissaris Dani Wauters
- George Arrendell als Inspecteur Jimmy N'Tongo
- Peter Van Asbroeck als Inspecteur Mike Van Peel
- Rudi Delhem als Planton Ivo Celis (6 afleveringen)
- An Vanderstighelen als Planton Els Buyens (6 afleveringen)
- Tine Van den Brande als Wetsdokter Kathy Vanparys
- Werner De Smedt als Forensisch expert Lucas Neefs
- Warre Borgmans als Korpschef Frederik Speltinckx
- Anne Mie Gils als Hoofdcommissaris An Treunen (2 afleveringen)

### Nevenpersonages
- Frank Van Erum als Informant Ludo Schepers (7 afleveringen)
- Ivan Pecnik als Commissaris Wim Jacobs (3 afleveringen)
- Lut Tomsin als Jeanine Schellekens (3 afleveringen)

### Voornaamste gastrollen
Rudy Morren, Lulu Aertgeerts, Hilde Gijsbrechts, Suzanne Juchtmans, Mark Verstraete, Tom De Hoog, Ingrid Van Rensbergen, Braam Verreth, Frans Van der Aa, Steve Geerts, Dirk Van Dijck, Marie Vinck, Patricia Goemaere, Bianca Vanhaverbeke, Michael Pas, Erik Goossens, Peter Thyssen, Rikkert Van Dijck, Gert Winckelmans, David Cantens, Machteld Ramoudt, Patrick Vandersande, Kurt Rogiers, Marc Coessens, Wim Danckaert, Hilde De Baerdemaeker, Deborah De Ridder, Jenna Vanlommel, Pieter Bamps, Peter Bulckaen, Bieke Ilegems, Manou Kersting, David Michiels, Eddy Vereycken, Bart Slegers, Ben Van Ostade, Bert Van Poucke, Gert Lahousse, Anne Somers, Govert Deploige, Sven De Ridder, Robert de la Haye, Bert Cosemans en Jeroen Van Dyck.

## Seizoen 5 (2010)

### Hoofdpersonages
- Guy Van Sande als Hoofdinspecteur Tom Segers
- Lien Van de Kelder als Inspecteur Fien Bosvoorde
- Katrien Vandendries als Commissaris Dani Wauters
- George Arrendell als Inspecteur Jimmy N'Tongo
- Peter Van Asbroeck als Inspecteur Mike Van Peel
- An Vanderstighelen als Planton Els Buyens
- Tine Van den Brande als Wetsdokter Kathy Vanparys
- Werner De Smedt als Forensisch expert Lucas Neefs
- Warre Borgmans als Korpschef Frederik Speltinckx

### Nevenpersonages
- Geert Van Rampelberg als Undercoveragent Brik Delsing (8 afleveringen)
- Lut Tomsin als Jeanine Schellekens (4 afleveringen)
- Ivan Pecnik als Commissaris Wim Jacobs (1 aflevering)
- Guido De Craene als Wetsdokter Mark Lathouwers (1 aflevering)

### Voornaamste gastrollen
Erik Burke, Leslie De Gruyter, Wouter Hendrickx, Herwig Ilegems, Arnold Willems, Steven Boen, Anton Cogen, Veerle Dejonghe, Margot De Ridder, Ides Meire, Herman Boets, Eline De Munck, Wim Van de Velde, Stan Van Samang, Luk Wyns, Dries Vanhegen, Marc Lauwrys, Mathijs Scheepers, Bert Vannieuwenhuyse, Lucas Van den Eynde, Bob Snijers, Ludo Hellinx, Elke Dom, Alice Toen, Door Van Boeckel, Marc Peeters, Matteo Simoni, Paul Codde, Hans Van Cauwenberghe, Peter Bastiaensen, Koen Van Impe, Roel Vanderstukken, Camilia Blereau, Ann Van den Broeck, Jakob Beks, Jo Hens, Peter Van den Eede, Hans Ligtvoet, Christel Domen, Lore Dejonckheere, Lindsay Bervoets, Vic De Wachter, Emmy Leemans, Eddy Vereycken, Trine Thielen, Maarten Bosmans, Gerd De Ley en Jef Ravelingien.

## Seizoen 6 (2011)

### Hoofdpersonages
- Guy Van Sande als Hoofdinspecteur Tom Segers
- Lien Van de Kelder als Inspecteur Fien Bosvoorde
- Katrien Vandendries als Adjunct-korpschef Dani Wauters
- George Arrendell als Inspecteur Jimmy N'Tongo
- Peter Van Asbroeck als Inspecteur Mike Van Peel
- An Vanderstighelen als Planton Els Buyens
- Werner De Smedt als Commissaris Lucas Neefs

### Nevenpersonages
- Guido De Craene als Wetsdokter Mark Lathouwers (11 afleveringen)
- Koen De Graeve als Maarten De Ryck (9 afleveringen)
- Lut Tomsin als Jeanine Schellekens (8 afleveringen)
- Tom Van Landuyt als Informant 'Ruige' Ronny Nijs (8 afleveringen)
- Christophe Haddad als Maxim Verbist (5 afleveringen)
- Tine Van den Brande als Wetsdokter Kathy Vanparys (3 afleveringen)
- Sandrine André als Inez Vermeulen (2 afleveringen)
- Gene Bervoets als Jean-Yves Bosvoorde (3 afleveringen)
- Stijn Van Opstal als Dimitri Alva (3 afleveringen)
- Vincent Van Sande als Stijn (5 afleveringen)

### Voornaamste gastrollen
Jenne Decleir, Tom Van Bauwel, Valentijn Dhaenens, Frank Dingenen, Peter Michel, Bart Cannaerts, Stany Crets, Christophe Haddad, Dirk Meynendonckx, Anne Denolf, Marijn De Valck, Steve Geerts, Kadèr Gürbüz, Nico Sturm, Sandrine André, Heidi De Grauwe, Jos Dom, Pieter Genard, Katelijne Verbeke, Greta Van Langendonck, Veerle Dobbelaere, Ludo Hoogmartens, Peter Van De Velde, Guido De Craene, Günther Lesage, An Miller, Barbara Sarafian, Iwein Segers, Marilou Mermans, Luc Nuyens, Rik Van Uffelen, Marieke Dilles, Nathalie Wijnants, Hein Blondeel, Antje De Boeck, Serge-Henri Valcke, David Davidse, Gene Bervoets, Alex Wilequet, Axel Daeseleire, Jeroen Perceval, Jos Geens, Mark Tijsmans en Greg Timmermans.

## Seizoen 7 (2012)

### Hoofdpersonages
- Guy Van Sande als Hoofdinspecteur Tom Segers
- Lien Van de Kelder als Inspecteur Fien Bosvoorde
- Katrien Vandendries als Adjunct-korpschef Dani Wauters
- George Arrendell als Inspecteur Jimmy N'Tongo
- Peter Van Asbroeck als Inspecteur Mike Van Peel
- An Vanderstighelen als Planton Els Buyens
- Werner De Smedt als Commissaris Lucas Neefs

### Nevenpersonages
- Guido De Craene als Wetsdokter Mark Lathouwers (13 afleveringen)
- Sandrine André als Inez Vermeulen (11 afleveringen)
- Christophe Haddad als Maxim Verbist (5 afleveringen)

### Voornaamste gastrollen
Ernst Löw, Sam Louwyck, Peter Thyssen, Geert Hunaerts, Marianne Devriese, Jurgen Delnaet, Tania Kloek, Jaak Van Assche, Doris Van Caneghem, Aza Declerq, Mathijs Scheepers, Sven De Ridder, Dirk Lavrysen, Marc Van Eeghem, Maarten Goffin, Anke Helsen, Jeroen Perceval, Eric Kerremans, Govert Deploige, Patrick Vandersande, Jakob Beks, Daisy Thys, Hans Van Cauwenberghe, Pepijn Caudron, Catherine Kools, Matteo Simoni, Anemone Valcke, Stef Aerts, Karel Deruwe, Tine Laureyns, Rudy Morren, Wim Stevens, Marie Vinck, Gert Winkelmans, Eric Van Herreweghe, Gert Lahousse, Ron Cornet, Wim Willaert, Kurt Defrancq, Els Dottermans, Fred Van Kuyk, Manou Kersting, Bert Verbeke, Knarf Van Pellecom, Steven Van Watermeulen, Gène Bervoets en Stefaan Degand.

## Seizoen 8 (2013)

### Hoofdpersonages
- Guy Van Sande als Hoofdinspecteur Tom Segers
- Kim Hertogs als Inspecteur Esther Mathijs
- Katrien Vandendries als Adjunct-korpschef Dani Wauters
- George Arrendell als Inspecteur Jimmy N'Tongo (3 afleveringen)
- Peter Van Asbroeck als Inspecteur Mike Van Peel
- An Vanderstighelen als Inspecteur Els Buyens
- Werner De Smedt als Commissaris Lucas Neefs

### Nevenpersonages
- Natali Broods als Veerle Goderis (12 afleveringen)
- Guido De Craene als wetsdokter Mark Lathouwers (11 afleveringen)
- Ivan Pecnik als Commissaris Wim Jacobs (9 afleveringen)
- Filip Peeters als Didier Franckx (7 afleveringen)
- Rune Vandenbussche als Zoë (7 afleveringen)
- Marijke Pinoy als Viviane (6 afleveringen)
- Maarten Bosmans als Inspecteur Roel Swinnen (3 afleveringen)
- Tine Van den Brande als Kathy Vanparys (2 afleveringen)
- Barbara Sarafian als Psychologe Inge Daems (2 afleveringen)

### Voornaamste gastrollen
Evelien Bosmans, Bob Snijers, Gene Bervoets, Carry Goossens, Jan Hammenecker, Johan Van Assche, Michel Van Dousselaere, Chris Thys, Joren Seldeslachts, Robrecht Vanden Thoren, Tuur De Weert, Ellen Peeters, Maarten Ketels, Joep Sertons, Kristof Verhassel, Ludo Busschots, Stijn Devillé, Steve Aernouts, Tom Audenaert, Machteld Ramoudt, Karlijn Sileghem, Pieter Bamps, Tine Embrechts, Ini Massez, Bob De Moor, Günther Lesage, Roy Aernouts, Maaike Cafmeyer, Marc Lauwrys, Dimitri Leue, Mitta Van der Maat, Axel Daeseleire, Peter De Graef, Patricia Goemaere, Koen Van Impe, Robbie Cleiren, Koen De Sutter, Chris Van den Durpel, Ina Geerts en anderen.